# Renzo Dalmazzo
Lorenzo « Renzo » Dalmazzo (23 janvier 1886 — 12 décembre 1959) est un lieutenant-général italien et un commandant de corps et d'armée pendant la Seconde Guerre mondiale.

## Carrière militaire
Le 3 juin 1918, il reçoit l'Ordre militaire de chevalier d'Italie (5e classe).
Il servit dans la colonie du Somaliland italien en 1925-1926 et en Afrique orientale italienne en 1936. Le 24 mai 1937, il reçut l'Ordre militaire d'officier d'Italie (4e classe).  Après le déclenchement de la Seconde Guerre mondiale, il commanda le XXIe Corps dans la campagne du désert occidental en 1939-1940. Il commanda le VIe Corps en Yougoslavie occupée en 1940-1942, où il joua un rôle déterminant dans la négociation d'accords de collaboration avec les Tchetniks. Le 24 décembre 1942, il reçut l'Ordre militaire du commandant de l'Italie (3e classe).
Il servit ensuite en Albanie en 1943 en tant que commandant de la 9e armée. En mars 1943, il négocia un accord avec Ali Këlcyra du Balli Kombëtar pour leur aide à réprimer la résistance communiste. L'accord Dalmazzo-Këlcyra fut controversé dans l'historiographie albanaise. Il fut fait prisonnier de guerre par les Allemands en 1943 lorsque l'Italie capitula face aux Alliés. Il mourut en 1959.